# コスプレ刑事
『コスプレ刑事』（コスプレでか、Cos-Play Cops）は、堂本奈央による日本の漫画作品。『Cheese!』（小学館）にて2009年4月号から2011年4月号まで連載された。単行本は全6巻。

## あらすじ
新人警官の東立夏は、制服をセクシーに改造し男たちの目を釘付けにするが、根は真面目で熱血漢。ある日、駐禁のパトロール中に寄った駅のトイレで、レイプされた女子高生を見つける。満員電車から連れ出し、恐怖で抵抗出来ない無力の女子高生を狙った卑劣な犯罪に、立夏は心底憤る。親告罪だから被害者が告訴するまで捜査はできないと言う刑事課の高屋や樹の態度に失望した立夏は、一人囮捜査に乗り出す。

## 登場人物
東 立夏（あずま りつか）
桜谷署交通課。19歳。美人だが、勇ましく言葉遣いも荒いため、署員からは“男女”と呼ばれる。高校まで体操をやっていた。
制服はノーネクタイで胸元を大きく開け、スカートは深いスリットの入った超ミニのため、「警官のコスプレをした女」と勘違いされ、時には通報されることもある。実際、ダサい制服を着たくないからだが、本人の言い訳は「足が長いからスカートが短く見えるだけ」とのこと。
恋愛面に関しては非常にウブで、これまで男性との交際経験はなく、好意をほのめかされても全く気付かない鈍感。
森宮 愛（もりみや あい）
桜谷署交通課。23歳。東大卒。立夏とは正反対の、ハムスターを思わせる妹系。立夏の教育係。祖父は森宮製菓の創業者で、父親は現社長の生粋のお嬢様。大学のサークルの先輩である樹を追って警察官になる決意をした。
高屋 大輔（たかや だいすけ）
桜谷署刑事課。元甲子園球児でポジションはピッチャー。立夏のことを本気で可愛いと思っている。
樹 英嗣（いつき えいじ）
桜谷署刑事課。東大卒。優秀で仕事は出来るが、常に淡々としているため、立夏からは冷徹人間だと思われている。無茶な行動を取る立夏を心配している。
藤 民子（ふじ たみこ）
桜谷署警務課。21歳。短大卒。立夏とは寮のルームメイト。町を歩けば必ずスカウトされる美人だが、モデルも水商売もいつでもできるという理由で警官になった。桜谷署の署長（56歳・既婚者・愛妻家）のことが好き。
小西 悠貴（こにし ゆき）
高屋の高校時代の同級生。高屋とバッテリーを組んでいた。立夏を気に入っている。父親は暴力団・氷川組の組長で、自身は愛人の子。現在はヤクザとは無関係の仕事をしているが、危機が迫った時にはただならぬ迫力を見せる。

## 単行本
- 堂本奈央 『コスプレ刑事』 小学館〈Cheese! フラワーコミックス〉 全6巻
  1. 2009年7月24日発売、ISBN 978-4-09-132649-2
  2. 2009年11月26日発売、ISBN 978-4-09-132720-8
  3. 2010年3月26日発売、ISBN 978-4-09-133065-9
  4. 2010年7月26日発売、ISBN 978-4-09-133355-1
  5. 2010年11月26日発売、ISBN 978-4-09-133548-7
  6. 2011年4月26日発売、ISBN 978-4-09-133857-0